# 伊恩·布朗 (帆船运动员)
伊恩·布朗（英語：Ian Brown，1954年4月4日—），澳大利亚男子帆船运动员。他曾代表澳大利亚参加1976年夏季奥林匹克运动会帆船比赛，搭档伊恩·拉夫获得470级铜牌。